# Human milk oligosaccharide
Human milk oligosaccharide (HMO) là các phân tử đường, là phần tử của nhóm oligosaccharide có mặt nhiều trong sữa mẹ. Nó là thành phần phổ biến thứ ba trong sữa mẹ, sau chất béo.

## Tỷ lệ trong sữa mẹ
HMO tạo thành thành phần rắn thứ ba phong phú nhất (hòa tan hoặc nhũ hoá hoặc bị treo lơ lửng) của sữa mẹ sau lactose và chất béo. HMO có mặt ở nồng độ 0,35 - 0,88 oz / L. Có khoảng 200 loại HMO khác nhau về cấu trúc được biết đến. Thành phần của HMO trong sữa mẹ là mang tính cá nhân cho mỗi người mẹ và thay đổi trong giai đoạn cho con bú. Các oligosaccharide chiếm ưu thế trong 80% sữa của tất cả phụ nữ là 2'-fucosyllactose, có mặt trong sữa mẹ ở nồng độ khoảng 0,088 oz / L.

## Lợi ích của HMO đối với hệ miễn dịch của trẻ
HMO đem lại nhiều lợi ích miễn dịch hơn Prebiotic. HMO không chỉ đơn thuần là các prebiotic (chất xơ GOS và FOS) giúp nuôi dưỡng các vi khuẩn có lợi ở ruột, mà còn giúp ngăn ngừa các mầm bệnh bám vào tế bào.  Một phần HMO còn được hấp thu vào máu và tạo ra các tác động miễn dịch ở ngoài đường tiêu hóa, chúng gắn vào bề mặt tế bào và điều hòa quá trinh miễn dịch.
Nghiên cứu lâm sàng cho thấy trẻ sử dụng sữa công thức bổ sung 2′-FL HMO giảm rõ rệt các bệnh nhiễm trùng (giảm 66% nhiễm trùng đường hô hấp và giảm 52% các bệnh nhiễm trùng nói chung), giảm 36% các triệu chứng đau quặn bụng (Colic) so với sữa công thức không bổ sung HMO.

## Ứng dụng HMO vào sữa công thức
Những khám phá về HMO và lợi ích của HMO đã thu hút sự quan tâm của rất nhiều nhà khoa học cũng như các nhà sản xuất trong ngành dinh dưỡng nhũ nhi trên thế giới.
Nổi bật trong đó có tiến sĩ Rachael Buck - nhà khoa học trong lĩnh vực sức khỏe miễn dịch, hiện đang dẫn đầu chương trình nghiên cứu tiên phong về Oligosaccharide trong sữa mẹ (HMO). Theo chia sẻ của bà, nồng độ Oligosaccharides trong sữa bò rất thấp nên phần lớn các dòng sữa công thức trước đây có rất ít Oligosaccharides. Vì vậy, bà đã nghiên cứu nhằm phát triển sữa công thức cho trẻ sơ sinh càng gần giống với sữa mẹ càng tốt.
Với việc lần đầu tiên bổ sung thành công dưỡng chất HMO vào sữa công thức, nhiều nhãn sữa đã có thể rút ngắn khoảng cách giữa sữa công thức với tiêu chuẩn vàng[5] của sữa mẹ trong việc nuôi dưỡng hệ miễn dịch tối ưu cho trẻ.
Một trong số đó chính là nhãn hàng Abbott - tập đoàn hàng đầu về chăm sóc sức khỏe toàn cầu đã thành công trong việc bổ sung dưỡng chất HMO vào dòng sữa công thức tiên tiến nhất hiện nay. Với hơn 15 năm nghiên cứu và thử nghiệm lâm sàng, đây được xem là thành quả nghiên cứu mang tính đột phá trong thập kỷ qua, đánh dấu bước phát triển nhảy vọt trong dinh dưỡng cho trẻ nhỏ.
Nghiên cứu lâm sàng được công bố trên Tạp chí Dinh dưỡng (Journal of Nutrition) đã chỉ ra những trẻ sử dụng Similac có bổ sung 2’-FL HMO có lượng prebiotic trong máu và nước tiểu tương tự như trẻ bú mẹ cùng tỷ lệ tăng trưởng như trẻ bú mẹ.

## Thành phần dinh dưỡng
HMO là dạng carbohydrate phức tạp, độc nhất, không thể bị tiêu hóa, đóng vai trò như một prebiotic nuôi dưỡng các vi khuẩn có lợi trong đường ruột. Đây là thành phần rắn nhiều thứ ba có trong sữa mẹ (sau chất béo và carbohydrate).

## Vai trò của HMO
HMO có 3 vai trò chính:
- chúng là prebiotics, là thức ăn cho các vi khuẩn có lợi.
- Những nghiên cứu gần đây cho thấy, HMO có thể chống các tác nhân gây bệnh bám dính. Khi không có HMO, vi khuẩn bám vào các thụ thể của tế bào, sau đó xâm nhập vào trong tế bào gây nhiễm trùng và bệnh tật. Khi có HMO, HMO có thể hoạt động như mồi nhử cho các tác nhân gây bệnh bám vào thay vì thụ thể của tế bào.
- HMO có thể kích thích các tế bào miễn dịch tiết ra các yếu tố bảo vệ. Các nghiên cứu chuyên sâu chỉ ra rằng HMO giúp giảm nhiễm trùng như nhiễm trùng đường tiêu hóa và hô hấp ở trẻ đang lớn.